# Намсос
На̀мсос (на норвежки: Namsos) е град и община в централната част на Норвегия. Разположен е в края на фиорда Намсфьор на Норвежко море във фюлке Нор Трьонелаг около устието на река Гронг. Намира се на около 500 km на север от столицата Осло. Градът е основан през 1845 г. Има пристанище и жп гара. Население 12 705 жители според данни от преброяването към 1 юли 2008 г.